# Анчич, Марио
Ма́рио А́нчич (хорв. Mario Ančić; родился 30 марта 1984 года в Сплите, СФРЮ) — хорватский теннисист; полуфиналист одного турнира Большого шлема в одиночном разряде (Уимблдон-2004); победитель восьми турниров ATP (из них три в одиночном разряде); бывшая седьмая ракетка мира в одиночном разряде; обладатель Кубка Дэвиса (2006) в составе национальной сборной Хорватии; призёр теннисного турнира Олимпийских игр в мужском парном разряде; финалист двух юниорских турниров Большого шлема в одиночном разряде (Открытый чемпионат Австралии, Уимблдон-2000); бывшая первая ракетка мира в юниорском одиночном рейтинге.

## Общая информация
Марио — средний из трёх детей Степе и Нильды Анчичей; его старшего брата зовут Ивица, а младшую сестру — Саня. Отец семейства — владелец сети супермаркетов; мать — финансовый советник; другие дети, также как и Марио, играли в теннис в том числе и на профессиональном уровне, но достигли куда меньших успехов. Сам Марио в теннисе с семи лет.
После победы в 2002 году на Уимблдонском турнире над Роджером Федерером Анчич заработал от британских журналистов прозвище Супер Марио.
В 2007 году хорвату был поставлен диагноз мононуклеоз, из-за которого он пропустил немало турниров, так и не восстановился окончательно и быстро завершил игровую карьеру.

## Спортивная карьера

### Начало карьеры
Первый турнир из серии «фьючерс» выиграл в парном разряде совместно с братом Ивицей в 2000 году. В этом же году в возрасте 16 лет сыграл в парном турнире на Олимпийских играх в Сиднее совместно со знаменитым соотечественником Гораном Иванишевич, но хорваты выбыли уже в первом раунде. В апреле 2001 года в возрасте 17 лет дебютировал в составе сборной Хорватии в матче розыгрыша Кубка Дэвиса.
В феврале 2002 года выиграл дебютный «челленджер» в Белграде. В марте 2002 года Марио дебютирует в основных соревнованиях ATP-тура, сыграв один матч на турнире серии Мастерс в Майами. На турнирах серии Большого шлема дебютирует летом, сыграв на Уимблдонском турнире. Примечательно, что в первом своем матче на таком уровне Анчич смог обыграть, тогда ещё 9-ю ракетку мира Роджера Федерера 6-3, 7-6(2), 6-3, который начиная со следующего сезона выигрывал Уимблдон пять лет подряд. В концовке сезона 2002 года Марио выиграл два «челленджера» подряд в Праге и Милане и таким образом вошёл в топ-100 мирового рейтинга.
2003 год начинает для себя с выхода в четвёртый раунд на Открытом чемпионате Австралии. Затем Анчич выиграл «челленджер» в Гамбурге, где в финале переиграл тогда ещё совсем юного испанца Рафаэля Надаля 6-2, 6-3. В мае ему удается выйти в четвертьфинал турнира ATP в Санкт-Пёльтене. В конце июля выиграл первый титул на соревнованиях ассоциации. Это ему удалось сделать в парном разряде в Индианаполисе совместно с израильтянином Энди Рамом. На Открытом чемпионате США, выступив уже в паре с Иваном Любичичем сумел дойти до четвертьфинала. В октябре на турнире в Стокгольме Анчич выходит в четвертьфинал.

### 2004—2006 (пик карьеры)

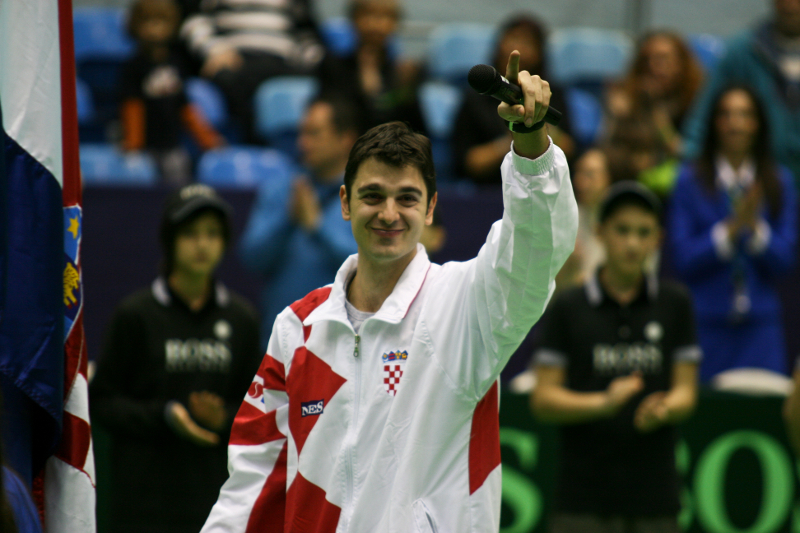
Марио Анчич в составе сборной Хорватии во время кубка Дэвиса

На Открытом чемпионате Австралии 2004 года Анчич вышел в третий раунд. В феврале 2004 года ему удается выйти в финал турнира в Милане, где Марио уступил французу Антони Дюпюи 4-6, 7-6(12), 6-7(5). В апреле в Валенсии он выходит в четвертьфинал. Успешно хорват выступил в июне на траве. Сначала ему удалось выйти в полуфинал турнира в Хертогенбосе. На главном турнире на травяных кортах Уимблдоне Анчич добивается высшего достижения для турниров серии Большого шлема — выхода в полуфинал. В четвертьфинале он смог выиграть № 6 в мире Тима Хенмена 7-6(5), 6-4, 6-2, а в борьбе за выход в финал проиграл № 2 Энди Роддику 4-6, 6-4, 5-7, 5-7. Летом, выступив неудачно в одиночном разряде на Олимпийских играх в Афинах, ему удается стать олимпийском призёром в парном разряде. Совместно с Иваном Любичичем он завоевал бронзовую медаль. В сентябре Анчич вышел в полуфинал на турнире в Делрей-Бич.
На Открытом чемпионате Австралии 2005 года Анчич вышел в третий раунд, где уступил будущему чемпиону турнира Марату Сафину. Успешно выступал Марио в феврале. Сначала он вышел в полуфинал на турнирах в Марселе и Роттердаме, а затем вышел в финал турнира в Скоттсдейле, где уступил 99-й ракетке мира Уэйну Артурсу 5-7, 3-6 и вновь не сумел завоевать первый одиночный титул ATP. В мае он выиграл парный титул на турнире в Мюнхене (с австрийцем Юлианом Ноулом). Первый одиночный титул ATP ему удается выиграть в июне на турнире в Хертогенбосе, переиграв в финале Микаэля Льодра 7-5, 6-4. На Уимблдонском турнире ему не удалось повторить прошлогодний результат из-за проигрыша в четвёртом раунде от испанца Фелисиано Лопеса. В октябре на турнире в Токио Анчич смог выйти в финал, где он в борьбе с 98-м в мире Уэсли Муди считался фаворитом, но по итогу проиграл 6-1, 6-7(7), 4-6. До конца сезона ему один раз удалось выйти в четвертьфинал на турнире в Лионе. В самом конце 2005 года Анчич в составе сборной Хорватии стал обладателем Кубка Дэвиса. В финале хорваты переиграли Сборную Словакии, а Анчич принес два очка своей команде.
В январе 2006 года Марио вышел в финал турнира в Окленде. На Открытом чемпионате Австралии он не смог преодолеть стадию третьего раунда. В феврале он попадает в финал турнира в Марселе, где проиграл Арно Клеману 4-6, 2-6. На Мастерсе в Майами Анчичу удается обыграть № 5 в мире Николая Давыденко и выйти в четвертьфинал. Путь дальше ему преградил № 3 Давид Налбандян. Ему же он проигрывает в четвертьфинале Мастерса в Риме. В мае на Мастерсе в Гамбурге Анчич обыграл двух теннисистов из топ-10 Джеймса Блейка и Николая Давыденко и вышел в полуфинал, где уступил № 1 в мире Роджеру Федереру. На Открытом чемпионате Франции Анчичу удается дойти до четвертьфинала, где он вновь проиграл Федереру 4-6, 3-6, 4-6. В июне он защитил свой прошлогодний титул в Хертогенбосе, выиграв в финале чеха Яна Герныха 6-0, 5-7, 7-5. Благодаря этой победе он впервые стал игроком топ-10. На Уимблдонском турнире он также как и во Франции выходит в четвертьфинал и также уступает Федереру. По окончании турнира он достиг высшей в карьере 7-й строчки мирового рейтинга. Из-за травмы колена Анчич не выступал два месяца и ему пришлось пропустить Открытый чемпионат США. Вернувшись на корт в сентябре, на турнире в Пекине Анчич смог выйти в финал, где проиграл киприоту Маркосу Багдатису. Осенью он сыграл в четвертьфинале турнира в Мумбае и турнира в Токио. На турнирах в Пекине и Мумбае также ему удается выиграть два парных титула совместно с Махешом Бхупати. В конце октября ему удалось выиграть третий одиночный титул в карьере. Это произошло на турнире в Санкт-Петербурге, где он в финале обыграл шведа Томаса Юханссона 7-5, 7-6(2). В концовке сезона Анчич смог выйти в четвертьфинал Мастерса в Париже. В итоге сезон он закончил на 9-м месте, оставшись в шаге от участия в Итоговом турнире, куда отбираются первые восемь.

### 2007—2010 (заболевание мононуклеозом и завершение карьеры)

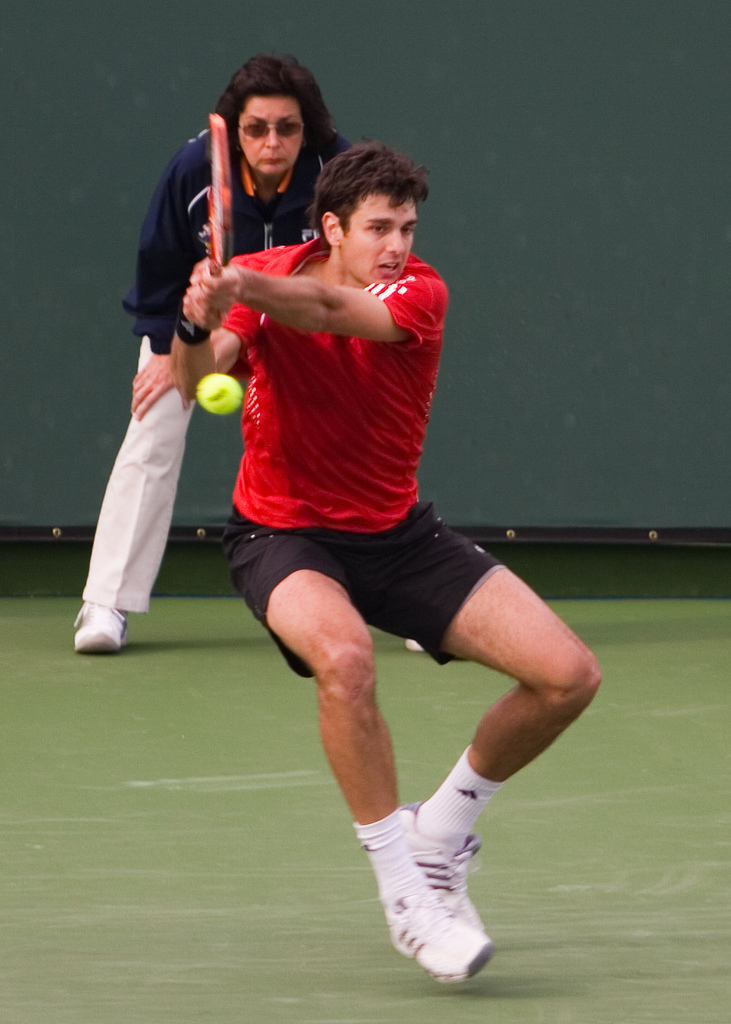
Марио на турнире в Индиан-Уэлсе весной 2008 года

В январе 2007 на Открытом чемпионате Австралии Анчич в четвёртом раунде проиграл в пяти сетах Энди Роддику 3-6, 6-3, 1-6, 7-5, 4-6. В феврале на турнире в Марселе почувствовал себя плохо в матче против Андреаса Сеппи и отказался продолжать встречу при счёте 4-0 в пользу итальянца. Сначала Анчич думал, что это заболел гриппом, но позже врачи диагностировали опасное заболевание мононуклеоз. В итоге сезон был испорчен. Анчич выходил на корт периодически. Первый раз попробовал вернуться в августе, сыграв на трёх турнирах, где не смог преодолеть стадию ранних раундов, но затем пропустил три месяца из-за травмы плеча. Второе возвращение на корт состоялось уже в октябре, когда он выступил более успешно. В Стокгольме и Мадриде ему удалось дойти до четвертьфинала.
Из-за проблем со здоровьем в 2008 году начал выступать в феврале, пропустив Открытый чемпионат Австралии. С ходу Анчичу удалось выйти в финал на турнире в Марселе, где он проиграл британцу Энди Маррею 3-6, 4-6. Затем на турнире в Загреб он выходит в полуфинал. В мае на Открытом чемпионате Франции в матче третьего раунда ему в соперники достался Роджер Федерер, которому Анчич уступил легко в трёх сетах 3-6, 4-6, 2-6. На турнире в Хертенгебосе, где Марио дважды побеждал в одиночном разряде, на этот раз взял титул в парном (с Юргеном Мельцером). В одиночных соревнованиях он дошёл до четвертьфинала, где уступил № 5 в мире Давиду Ферреру 4-6, 6-7(4). Взять реванш у испанца Анчичу удалось в матче третьего раунда на Уимблдонском турнире 6-4, 6-4, 6-7(5), 7-6(3). В итоге, дойдя до четвертьфинала Уимблдона, Аничичу вновь не удалось сломить сопротивление швейцарца Роджера Федерера. Проблемы со здоровьем помешали хорвату принять участие в Открытом чемпионате США. До конца сезона он лишь раз попал в четвертьфинал в октябре на турнире в Стокгольме.
2009 год Анчич начал с выхода в четвертьфинал турнира в Сиднее. На Открытом чемпионате Австралии он выбыл в третьем раунде, проиграв Жилю Симону. На турнире в Загребе ему удалось выйти в финал, где он проиграл своему соотечественнику Марину Чиличу 3-6, 4-6. В Роттердаме Анчич вышел в полуфинал, взяв по ходу турнира реванш у Жиля Симона, обыграв восьмую ракетку мира 6-4, 3-6, 6-3. С мая 2009 года хорвату вновь приходится бороться с болезнью. Попытка вернутся на корт состоялась уже в 2010 году, но в итоге его выступления вновь продлились до мая и на небольшом количестве турниров. Сыграв в мае на турнире в Мюнхене больше на профессиональный корт не возвращался. В итоге через 9 месяцев 22 февраля 2011 года в возрасте 26 лет объявил о завершении профессиональной карьеры так и не сумев победить полностью свою болезнь.

## Рейтинг на конец года
| Год  | Одиночный рейтинг | Парный рейтинг |
| 2010 | 478               | 219            |
| 2009 | 95                | 697            |
| 2008 | 36                | 135            |
| 2007 | 83                |                |
| 2006 | 9                 | 89             |
| 2005 | 21                | 76             |
| 2004 | 29                | 112            |
| 2003 | 74                | 76             |
| 2002 | 89                | 251            |
| 2001 | 294               | 365            |
| 2000 | 547               | 831            |
| 1999 | 1 037             | 1 357          |

## Выступления на турнирах

### Финалы турнировATPв одиночном разряде (11)

#### Победы (3)
| Титулы                            |
| --------------------------------- |
| Турниры Большого шлема (0)        |
| Итоговый турнир ATP (0)           |
| ATP Мастерс (0)                   |
| АТР Gold / АТР 500 (0)            |
| АТР International/ АТР 250 (3+5)* |

| Титулы по покрытиям | Титулы по месту проведения матчей турнира |
| ------------------- | ----------------------------------------- |
| Хард (0+3)*         | Зал (1)                                   |
| Грунт (0+1)         | Зал (1)                                   |
| Трава (2+1)         | Открытый воздух (2+5)                     |
| Ковёр (1)           | Открытый воздух (2+5)                     |

* количество побед в одиночном разряде + количество побед в парном разряде.
| №  | Дата            | Турнир                      | Покрытие    | Соперник в финале | Счёт        |
| 1. | 19 июня 2005    | Хертогенбос, Нидерланды     | Трава       | Микаэль Льодра    | 7-5 6-4     |
| 2. | 25 июня 2006    | Хертогенбос, Нидерланды (2) | Трава       | Ян Герных         | 6-0 5-7 7-5 |
| 3. | 29 октября 2006 | Санкт-Петербург, Россия     | Ковёр (зал) | Томас Юханссон    | 7-5 7-6(2)  |

#### Поражения (8)
| №  | Дата             | Турнир                 | Покрытие    | Соперник в финале | Счёт               |
| 1. | 15 февраля 2004  | Милан, Италия          | Ковёр (зал) | Антони Дюпюи      | 4-6 7-6(12) 6-7(5) |
| 2. | 27 февраля 2005  | Скоттсдейл, США        | Хард        | Уэйн Артурс       | 5-7 3-6            |
| 3. | 9 октября 2005   | Токио, Япония          | Хард        | Уэсли Муди        | 6-1 6-7(7) 4-6     |
| 4. | 14 января 2006   | Окленд, Новая Зеландия | Хард        | Яркко Ниеминен    | 2-6 2-6            |
| 5. | 19 февраля 2006  | Марсель, Франция       | Хард (зал)  | Арно Клеман       | 4-6 2-6            |
| 6. | 17 сентября 2006 | Пекин, Китай           | Хард        | Маркос Багдатис   | 4-6 0-6            |
| 7. | 17 февраля 2008  | Марсель, Франция       | Хард (зал)  | Энди Маррей       | 3-6 4-6            |
| 8. | 8 февраля 2009   | Загреб, Хорватия       | Хард (зал)  | Марин Чилич       | 3-6 4-6            |

### Финалы челленджеров и фьючерсов в одиночном разряде (10)

#### Победы (5)
| Условные обозначения |
| Челленджеры (4+2)*   |
| Фьючерсы (1+1)       |

| Титулы по покрытиям | Титулы по месту проведения матчей турнира |
| ------------------- | ----------------------------------------- |
| Хард (2+2)*         | Зал (3+2)                                 |
| Грунт (0+1)         | Зал (3+2)                                 |
| Трава (0)           | Открытый воздух (0+1)                     |
| Ковёр (3)           | Открытый воздух (0+1)                     |

* количество побед в одиночном разряде + количество побед в парном разряде.
| №  | Дата            | Турнир            | Покрытие    | Соперник в финале | Счёт           |
| 1. | 27 февраля 2000 | Загреб, Хорватия  | Хард (зал)  | Иво Карлович      | 7-6(14) 6-4    |
| 2. | 10 февраля 2002 | Белград, СРЮ      | Ковёр (зал) | Ненад Зимонич     | 6-2 6-3        |
| 3. | 24 ноября 2002  | Прага, Чехия      | Хард (зал)  | Жером Гольмар     | 6-1 6-1        |
| 4. | 1 декабря 2002  | Милан, Италия     | Ковёр (зал) | Грегори Карра     | 4-6 6-3 7-6(8) |
| 5. | 2 февраля 2003  | Гамбург, Германия | Ковёр (зал) | Рафаэль Надаль    | 6-2 6-3        |

#### Поражения (5)
| №  | Дата          | Турнир           | Покрытие    | Соперник в финале | Счёт           |
| 1. | 12 мая 2001   | Куньмин, Китай   | Хард        | Ив Аллегро        | 4-6 6-7(4)     |
| 2. | 1 июля 2001   | Монреаль, Канада | Хард        | Бенжамин Кассен   | 6-7(3) 5-7     |
| 3. | 3 марта 2002  | Хошимин, Вьетнам | Хард        | Такао Судзуки     | 4-6 3-6        |
| 4. | 10 марта 2002 | Киото, Япония    | Ковёр (зал) | Такао Судзуки     | 7-6(4) 2-6 2-6 |
| 5. | 7 марта 2010  | Мак-Аллен, США   | Хард        | Артём Ситак       | 1-6 4-6        |

### Финалы турниров ATP в парном разряде (5)

#### Победы (5)
| №  | Дата             | Турнир                  | Покрытие | Партнёр       | Соперники в финале            | Счёт              |
| 1  | 27 июля 2003     | Индианаполис, США       | Хард     | Энди Рам      | Диего Айала Робби Джинепри    | 2-6 7-6(3) 7-5    |
| 2. | 1 мая 2005       | Мюнхен, Германия        | Грунт    | Юлиан Ноул    | Александр Васке Флориан Майер | 6-3 1-6 6-3       |
| 3. | 17 сентября 2006 | Пекин, Китай            | Хард     | Махеш Бхупати | Михаэль Беррер Кеннет Карлсен | 6-4 6-3           |
| 4. | 1 октября 2006   | Мумбаи, Индия           | Хард     | Махеш Бхупати | Рохан Бопанна Мустафа Гхус    | 6-4 6-7(6) [10-8] |
| 5. | 21 июня 2008     | Хертогенбос, Нидерланды | Трава    | Юрген Мельцер | Махеш Бхупати Леандер Паес    | 7-6(5) 6-3        |

### Финалы челленджеров и фьючерсов в парном разряде (7)

#### Победы (3)
| №  | Дата            | Турнир               | Покрытие   | Партнёр     | Соперники в финале                        | Счёт              |
| 1. | 20 февраля 2000 | Загреб, Хорватия     | Хард (зал) | Ивица Анчич | Роко Каранушич Желько Краян               | 6-4 5-7 7-5       |
| 2. | 17 ноября 2002  | Хельсинки, Финляндия | Хард (зал) | Ловро Зовко | Александар Китинов Джим Томас             | 7-6(6) 4-6 6-3    |
| 3. | 24 апреля 2010  | Рим, Италия          | Грунт      | Иван Додиг  | Хуан Пабло Бжезицки Рубен Рамирес Идальго | 4-6 7-6(8) [10-4] |

#### Поражения (4)
| №  | Дата           | Турнир               | Покрытие    | Партнёр       | Соперники в финале                  | Счёт       |
| 1. | 27 мая 2001    | Фукуока, Япония      | Хард        | Ивица Анчич   | Яоки Иси Такахиро Тэрати            | 4-6 3-6    |
| 2. | 10 марта 2002  | Киото, Япония        | Ковёр (зал) | Ловро Зовко   | Александр Васке Туомас Кетола       | 4-6 4-6    |
| 3. | 9 ноября 2003  | Братислава, Словакия | Хард (зал)  | Мартин Гарсия | Харел Леви Йонатан Эрлих            | 6-7(7) 3-6 |
| 4. | 31 января 2010 | Хайльбронн, Германия | Хард (зал)  | Ловро Зовко   | Санчай Ративатана Сончат Ративатана | 4-6 5-7    |

### Финалы командных турниров (2)

#### Победы (2)
| №  | Год  | Турнир               | Команда                                    | Соперник в финале                                        | Счёт |
| 1. | 2005 | Кубок Дэвиса         | Хорватия М. Анчич, И. Любичич              | Словакия К. Кучера, М. Мертиняк, Д. Хрбаты               | 3-2  |
| 2. | 2006 | Командный Кубок мира | Хорватия М. Анчич, И. Карлович, И. Любичич | Германия А. Васке, М. Кольманн, Н. Кифер, Ф. Кольшрайбер | 2-1  |

## История выступлений на турнирах
| Турнир                       | 2002  | 2003  | 2004  | 2005          | 2006          | 2007          | 2008  | 2009  | 2010  | Итог   | В/П за карьеру |
| ---------------------------- | ----- | ----- | ----- | ------------- | ------------- | ------------- | ----- | ----- | ----- | ------ | -------------- |
| Турниры Большого шлема       |       |       |       |               |               |               |       |       |       |        |                |
| Открытый чемпионат Австралии | -     | 4P    | 3P    | 3P            | 3P            | 4P            | -     | 3Р    | -     | 0 / 6  | 14-6           |
| Открытый чемпионат Франции   | -     | 2P    | 3P    | 3P            | 1/4           | -             | 3P    | -     | -     | 0 / 5  | 11-5           |
| Уимблдонский турнир          | 2P    | 1P    | 1/2   | 4P            | 1/4           | -             | 1/4   | -     | -     | 0 / 6  | 17-6           |
| Открытый чемпионат США       | 1P    | 1P    | 1P    | 2P            | -             | -             | -     | -     | -     | 0 / 4  | 1-4            |
| Итог                         | 0 / 2 | 0 / 4 | 0 / 4 | 0 / 4         | 0 / 3         | 0 / 1         | 0 / 2 | 0 / 1 | 0 / 0 | 0 / 21 |                |
| В/П в сезоне                 | 1-2   | 4-4   | 9-4   | 8-4           | 10-3          | 3-1           | 6-2   | 2-1   | 0-0   |        | 43-21          |
| Олимпийские игры             |       |       |       |               |               |               |       |       |       |        |                |
| Олимпиада                    | НП    | НП    | 1Р    | Не проводился | Не проводился | Не проводился | -     | НП    | НП    | 0 / 1  | 0-1            |
| Турниры серии Мастерс        |       |       |       |               |               |               |       |       |       |        |                |
| Индиан-Уэлс                  | -     | 1Р    | 1Р    | 2Р            | 4Р            | -             | 3Р    | 2Р    | 3Р    | 0 / 7  | 6-7            |
| Майами                       | 1Р    | 1Р    | -     | 4Р            | 1/4           | -             | 4Р    | -     | 1Р    | 0 / 6  | 8-6            |
| Монте-Карло                  | -     | -     | -     | 2Р            | -             | -             | 2Р    | -     | -     | 0 / 2  | 2-2            |
| Гамбург                      | -     | -     | -     | 3Р            | 1/2           | -             | -     | НM    | НM    | 0 / 2  | 6-2            |
| Рим                          | -     | -     | 1Р    | 1Р            | 1/4           | -             | 2Р    | -     | -     | 0 / 4  | 4-4            |
| Монреаль/Торонто             | -     | 1Р    | -     | 3Р            | -             | 2Р            | 1Р    | -     | -     | 0 / 4  | 3-4            |
| Цинциннати                   | -     | -     | -     | 3Р            | -             | 2Р            | -     | -     | -     | 0 / 2  | 3-2            |
| Мадрид                       | -     | -     | 1Р    | 2Р            | 2Р            | 1/4           | -     | -     | -     | 0 / 4  | 3-4            |
| Париж                        | -     | -     | 1Р    | 2Р            | 1/4           | 2Р            | 2Р    | -     | -     | 0 / 5  | 4-5            |
| Статистика за карьеру        |       |       |       |               |               |               |       |       |       |        |                |
| Проведено финалов            | 0     | 0     | 1     | 3             | 5             | 0             | 1     | 1     | 0     |        | 11             |
| Выиграно турниров АТП        | 0     | 0     | 0     | 1             | 2             | 0             | 0     | 0     | 0     |        | 3              |
| В/П: всего                   | 3-7   | 15-21 | 27-24 | 44-27         | 55-18         | 13-11         | 32-16 | 13-7  | 2-3   |        | 208-135        |
| Σ % побед                    | 30 %  | 42 %  | 53 %  | 62 %          | 75 %          | 54 %          | 67 %  | 65 %  | 40 %  |        | 61 %           |